# Mission: Impossible - Operation Surma
Pour les articles homonymes, voir Mission impossible.
Mission: Impossible - Operation Surma est un jeu vidéo sorti en 2003, sur les plateformes PlayStation 2, Xbox, GameCube et Game Boy Advance.

## Système de jeu
Mission: Impossible - Operation Surma est un jeu d'infiltration en 3D dans lequel le joueur incarne Ethan Hunt en vue à la troisième personne.

## Accueil
- Electronic Gaming Monthly : 6,33/10 (PS2/Xbox)[2]
- Eurogamer : 5/10 (PS2)[3]
- Famitsu : 28/40 (GC/PS2)[4]
- Game Informer : 7,75/10 (PS2/Xbox)[5]
- Gamekult : 5/10 (GC/PS2/Xbox)[6]
- GamePro : 4/5 (Xbox)[7]
- GameSpot : 7,3/10 (PS2/Xbox)[8]
- IGN : 7,3/10 (GC/PS2/Xbox)[1]
- Jeuxvideo.com : 10/20 (GC/PS2/Xbox)[9]

## Doublage
Les doubleurs du jeu sont les suivants :
- Steve Blum (VF : Patrick Poivey)[Note 1] : Ethan Hunt
- Ving Rhames : Luther Stickell[Note 2]
- John Polson : Billy Baird
- Melinda Clarke : Sofia Ivanescu

## Version GBA
Mission: Impossible - Operation Surma sur Game Boy Advance est une adaptation sous la forme d'un jeu en 2D vu de dessus.
- Game Informer : 6,25/10[12]
- GameSpot : 5/10[13]
- IGN : 3,5/10[14]
- Jeuxvideo.com : 8/20[11]